# Rauchkopf (Steinernes Meer)
Der Rauchkopf ist ein 1953 Meter hoher Berg im Steinernen Meer in den Berchtesgadener Alpen nordöstlich des Salzburger Saalachtals.
Er ist der westlichste Gipfel einer Seitenkette, die von der Hochfläche des Steinernen Meeres abzweigt.
Im Norden liegt auf 1417 Meter Höhe der Dießbachstausee, von dem ein rund 1500 Meter langer Triebwasserstollen des Kraftwerks Dießbach durch den Rauchkopf zur Stoßwand auf seiner Südseite verläuft. An der Stoßwand liegt auf 1579 m ü. A. die Stoßwandhütte.